# Мук (видання)
Мук — видання, яке фізично схоже на журнал, але призначене для того, щоб залишатися на полицях книжкових магазинів довше, ніж традиційні журнали. Подібний формат є популярним в Японії.
Термін є поєднанням англійських слів «magazine» (укр. журнал) і «book» (укр. книга). Вперше він був використаний у 1971 році на з'їзді Fédération Internationale de la Presse Périodique.

## В Японії
Цей формат залишається популярним у Японії, де він використовується принаймні з 1970-х років. Ідентичний формат, що передував терміну «мук», існував з 1950-х років.
Кількість нових муків, опублікованих за один рік, досягла піку у 2013 році, коли було опубліковано понад 8000 різних нових муків. У 2019 році їх було опубліковано трохи більше ніж 6000. Проте доходи від продажів досягли піку в 1997 році й відтоді в основному падають.